# Ferdinand Stoliczka
Ferdinand Stoliczka (Zámeček, , 28 de maio de 1838 — Ladaque, 9 de junho de 1874) foi um geólogo, zoólogo e palentólogo britânico de origem tcheca.

## Biografia
Ferdinand nasceu na área rural perto de Kroměříž, na Morávia. Seu pai era um guarda florestal, responsável pela propriedade do arcebispo de Olomouc. Completou os estudos secundários em Kroměříž e embora tenha publicado ao menos 79 artigos científicos entre 1859 e 1875, nunca escreveu em checo.
Estudou geologia e paleontologia em Praga, na Universidade de Viena, onde teve como professores Eduard Suess e Rudolf Hoernes. Seu doutorado foi obtido pela Universidade de Tubinga, em 1861. Em seus primeiros trabalhos, estudou moluscos do Cretáceo na região nordeste dos Alpes, sobre os quais escreveu um artigo publicado na Academia de Viena, em 1859. Começou seus trabalhos no Serviço Geológico da Áustria, em 1861 e seus primeiros artigos para o serviço eram baseados em trabalhos de campo nos Alpes e na Hungria.

## Índia
Em 1862, Ferdinand entrou para o Serviço Geológico da Índia, sob administração do governo britânico. Foi convidado por Thomas Oldham, geólogo irlandês. Em Calcutá, começou a trabalhar com fósseis do Cretáceo da Índia, publicando vários artigos no periódico Palaeontologia indica, alguns deles com William Thomas Blanford. Em 1873, completou seu trabalho com cerca de 1500 páginas, além de 178 lâminas. Descreveu o Oxyglossus pusillus, um fóssil de sapo dos Basaltos de Decão.
Estudou a geologia do oeste do Himalaia e do Tibete, publicando vários trabalhos, inclusive na área da zoologia. Por um breve momento, foi o curador do museu indiano e secretário de história natural da Sociedade Asiática de Bengala, sendo também o editor de sua revista.

## Morte
Em sua terceira expedição, Ferdinand começou a passar mal, reclamando de cansaço e dores de cabeça. Tinha problemas para respirar e tossiu a noite inteira no acampamento, onde ele foi diagnosticado com bronquite. Ele morreu em 19 de junho de 1874, em Ladaque, com apenas 36 anos. Na época acreditou-se que ele teria sido acometido de meningite, mas seus sintomas são idênticos ao mal da montanha, condição bem conhecida dos alpinistas que se aventuram no Everest.